# Uspachus ministerialis
Uspachus ministerialis är en spindelart som först beskrevs av Carl Ludwig Koch 1846.  
Uspachus ministerialis ingår i släktet Uspachus och familjen hoppspindlar. Inga underarter finns listade i Catalogue of Life.